# Turó d'en Xifreda
El Turó d'en Xifreda és una muntanya de 420 metres que es troba en el terme municipal de Bigues i Riells, a la comarca del Vallès Oriental, en territori de Riells del Fai.
Està situat en el sector de ponent del terme, a prop de Sant Feliu de Codines, al nord-est de la urbanització dels Saulons d'en Déu. És el segon de més a l'oest d'una carena que forma amb el Turó del Camp Gran, a ponent, i el Turó d'en Rossic i el Turó de Can Garriga a llevant. La carretera BP-1432 discorre pel seu vessant nord, on hi ha també l'indret de la Margenada.